# Farynowo
Farynowo, Farynów (biał. Фарынава, Farynawa; ros. Фариново) – wieś na Białorusi, w rejonie połockim, w obwodzie witebskim.
Znajduje tu się stacja kolejowa Farynowo, położona na linii Połock – Mołodeczno. W okresie międzywojennym była to sowiecka stacja graniczna na granicy z Polską.

## Historia
Wieś szlachecka położona była w końcu XVIII wieku w województwie połockim.

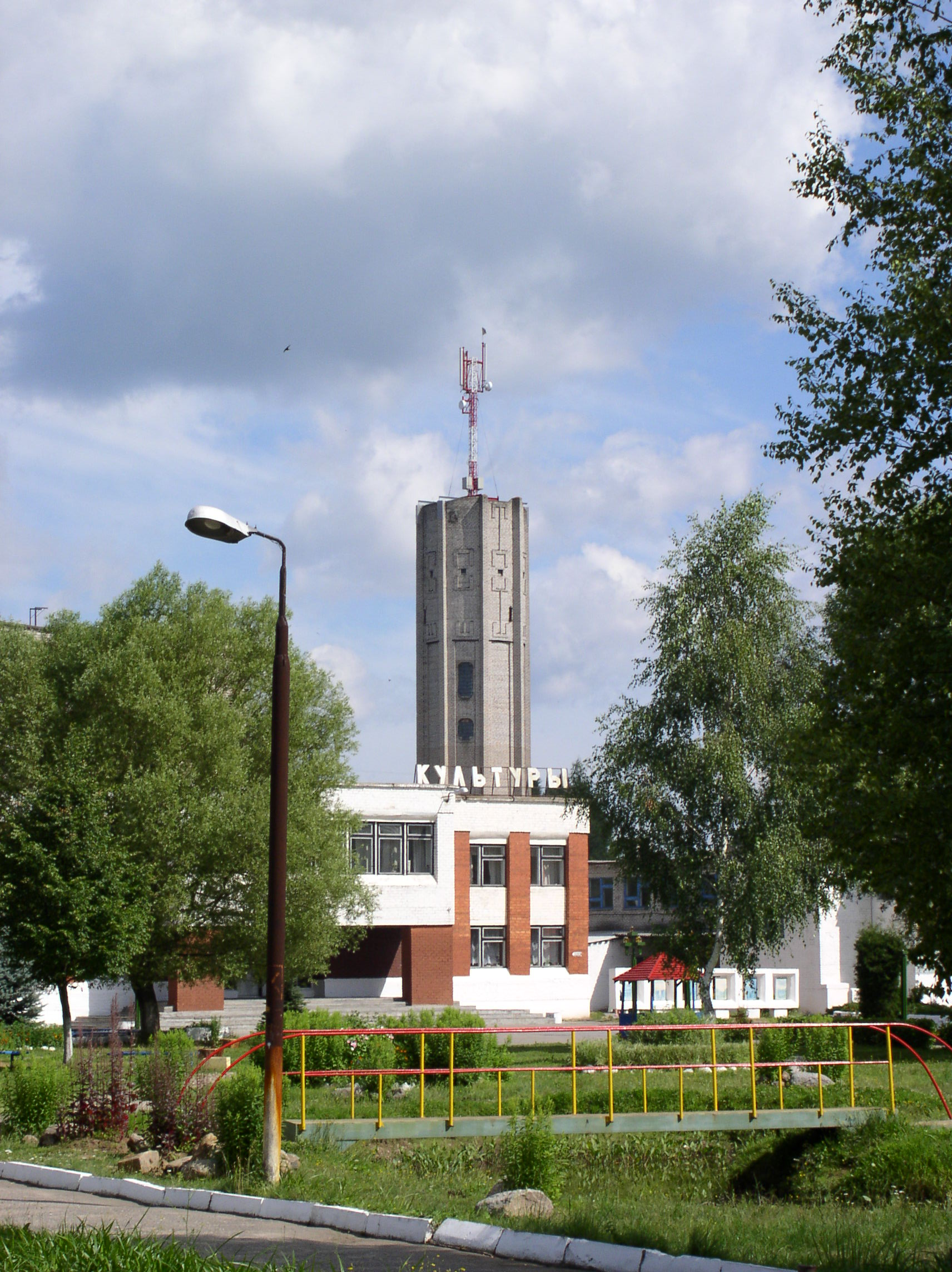
Dom kultury i wieża telekomunikacyjna
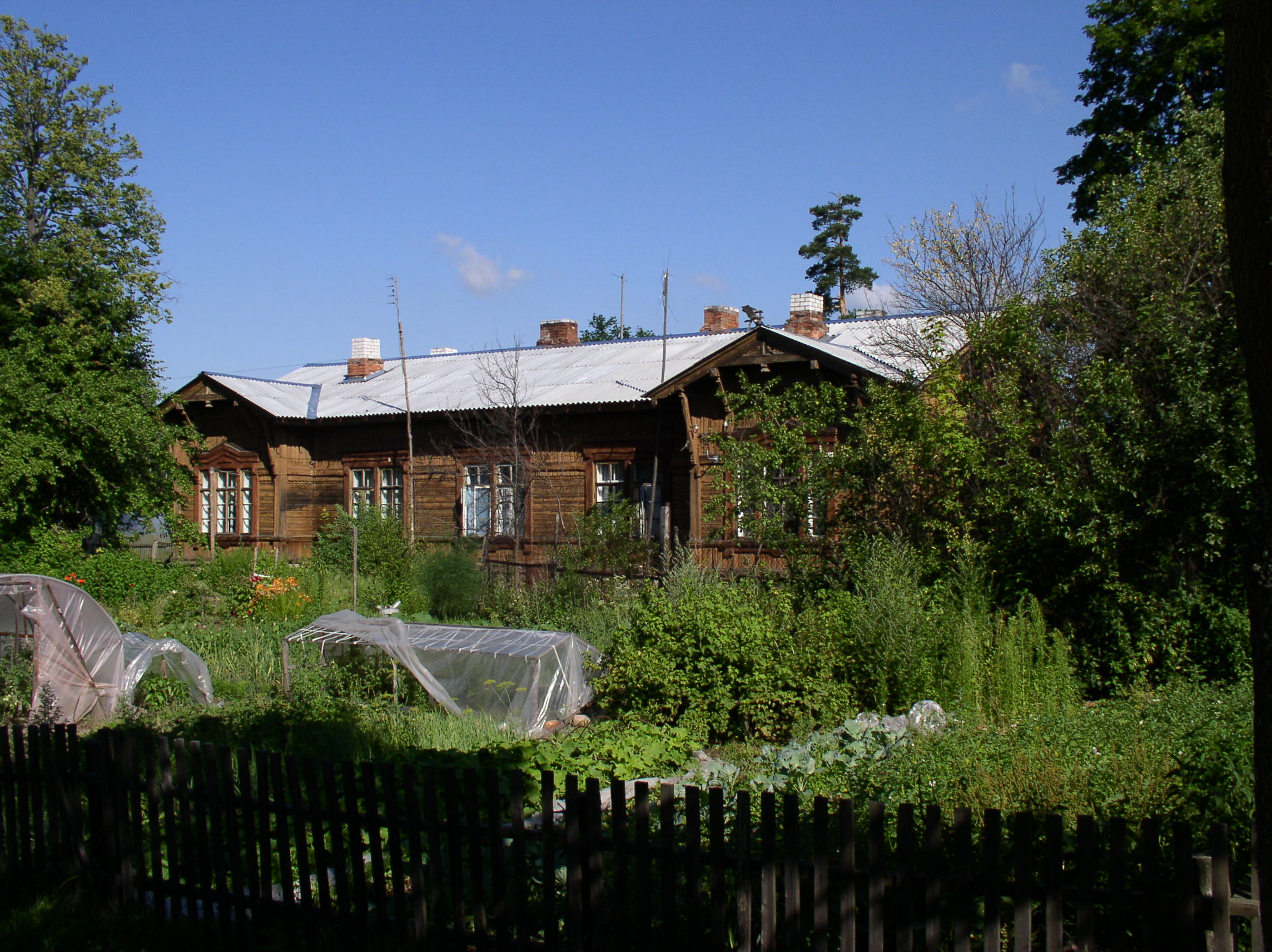
Dom we wsi
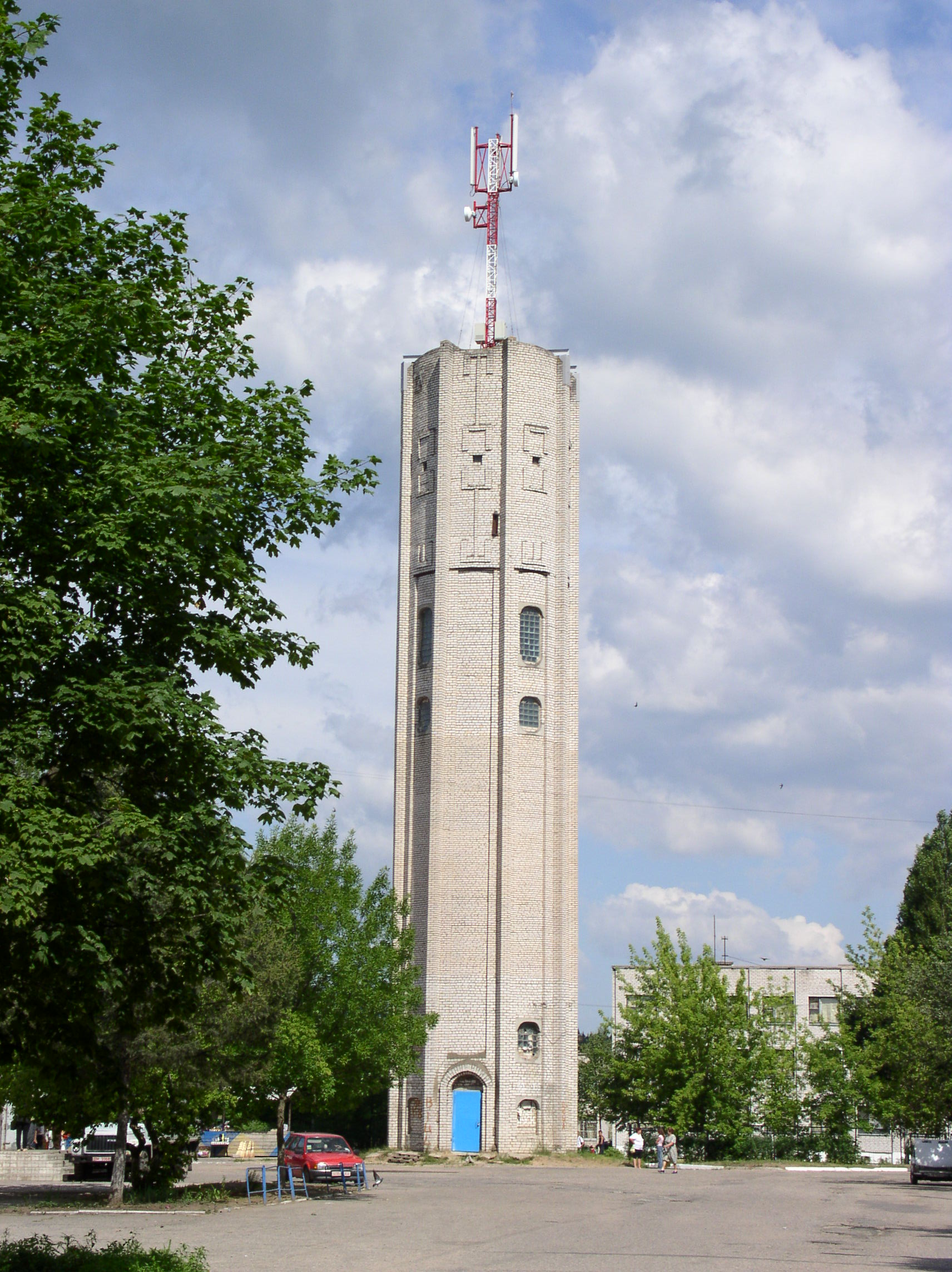
Wieża telekomunikacyjna
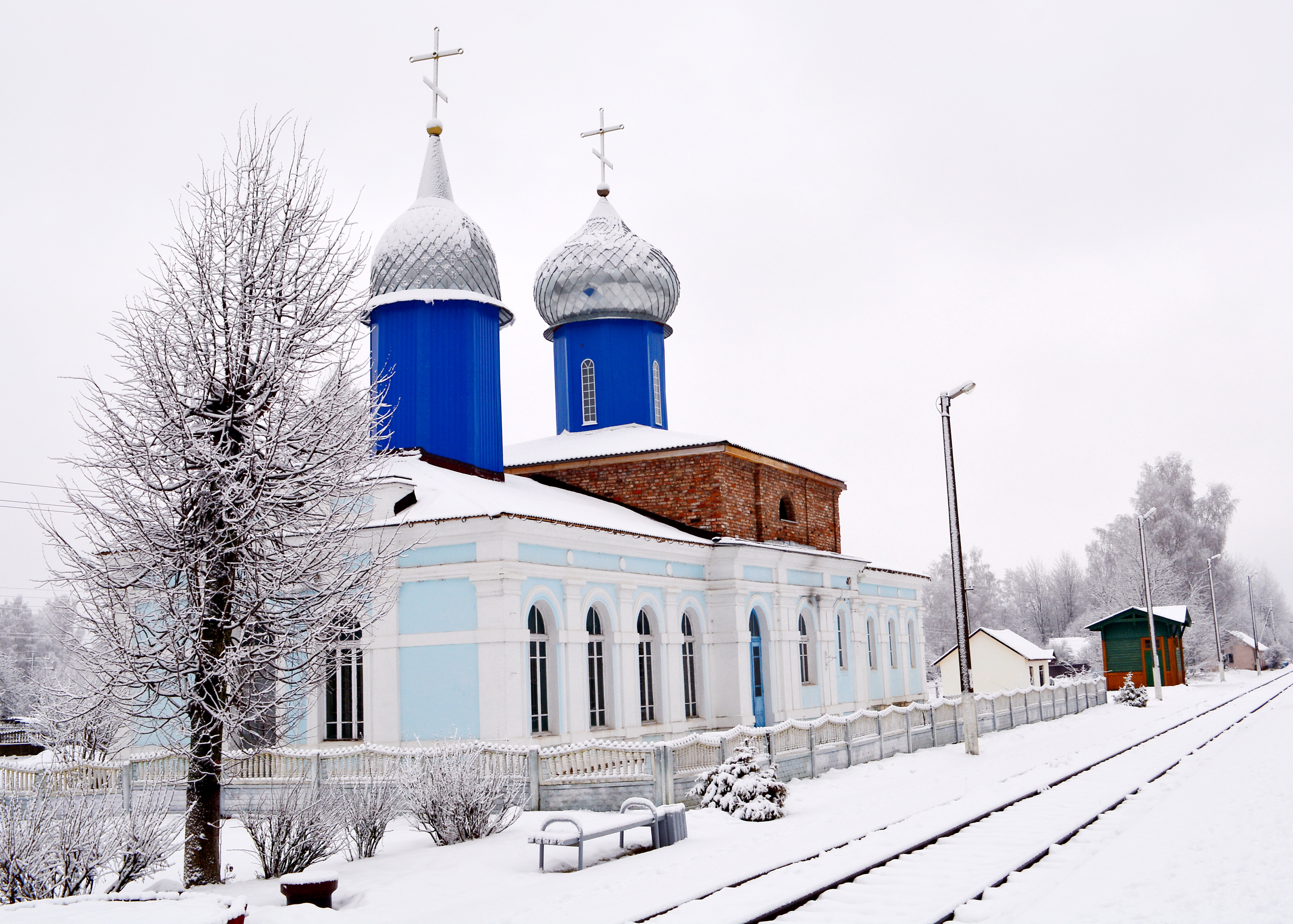
Cerkiew